# Deutsche Straßen-Radmeisterschaften 2018
Die Deutschen Straßen-Radmeisterschaften der Elite 2018 fand vom 29. Juni bis 1. Juli in Einhausen in Hessen statt.
Ausrichter war der Verein RV 1926 e. V. Einhausen. Organisationschef war der mehrfache deutsche Meister Algis Oleknavicius, der bereits sechs deutsche Meisterschaften organisiert hat, zuletzt die deutschen Straßenmeisterschaften 2015 in Bensheim. Als Strecke diente der zwölf Kilometer lange Traditionsrundkurs „Rund um den Jägersburger Wald“, auf der bis 2007 dieses Rennen ausgetragen wurde. Ein Anlass für die Austragung der Meisterschaften in Einhausen war die 1250-Jahr-Feier des Ortes mit 6000 Einwohnern.
Den Auftakt der Meisterschaften bildeten am Freitag, den 29. Juni 2018, die Titelkämpfe im Einzelzeitfahren für die Elite Männer und Frauen sowie die Männer U23. Am Samstag wurde das Straßenrennen der Elite Frauen ausgetragen. Ein Jedermannrennen bildete den Auftakt am Sonntag, den 1. Juli, anschließend wurde um 11 Uhr das Rennen der Elite Männer gestartet.
Das Straßenrennen der U23 wurde separat als Drei-Länder-Meisterschaft 2018 gemeinsam mit der Luxemburger und Schweizer U23-Meisterschaft am 17. Juni 2018 im Kreis Unna ausgetragen. Das Mannschaftszeitfahren fand am 2. September wie in den drei Jahren zuvor in Genthin statt.

## Zeitplan
| Datum             | Uhrzeit | Disziplin        | Streckenlänge       | Höhenmeter | Kategorie    |
| ----------------- | ------- | ---------------- | ------------------- | ---------- | ------------ |
| Freitag, 29. Juni | 12:00   | Einzelzeitfahren | 30 km               | -          | Männer U23   |
| Freitag, 29. Juni | 16:30   | Einzelzeitfahren | 45 km               | -          | Elite Männer |
| Freitag, 29. Juni | 18:30   | Einzelzeitfahren | 30 km               | -          | Elite Frauen |
| Samstag, 30. Juni | 15:00   | Straßenrennen    | 11 × 12 km = 132 km |            | Elite Frauen |
| Sonntag, 1. Juli  | 8:00    | Jedermannrennen  | 05 × 12 km = 060 km |            |              |
| Sonntag, 1. Juli  | 11:00   | Straßenrennen    | 19 × 12 km = 228 km |            | Elite Männer |

## Straßenrennen

### Frauen
| Platz | Athletin           | Zeit        |
| ----- | ------------------ | ----------- |
| 1     | Liane Lippert      | 3:18:42 h   |
| 2     | Christa Riffel     | gl. Zeit    |
| 3     | Corinna Lechner    | gl. Zeit    |
| 4     | Beate Zanner       | gl. Zeit    |
| 5     | Kathrin Hammes     | gl. Zeit    |
| 6     | Katharina Venjakob | gl. Zeit    |
| 7     | Tatjana Paller     | gl. Zeit    |
| 8     | Lisa Klein         | + 0:14 min. |
| 9     | Lisa Robb          | gl. Zeit    |
| 10    | Daniela Gaß        | gl. Zeit    |

Länge: 132 km

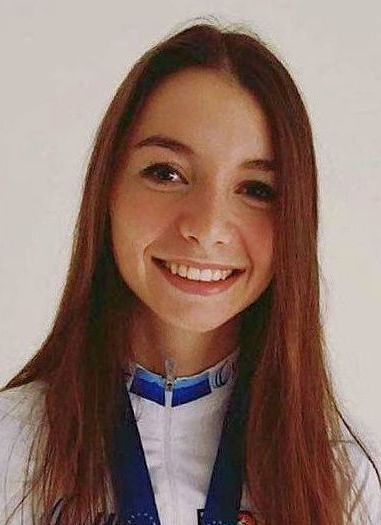
Liane Lippert (hier 2016) gewann das Straßenrennen der Frauen

Start: Samstag, 30. Juni, 16:00 Uhr MESZ

Strecke: Einhausen–Einhausen, 11 Runden mal 12 km = 132 km
Durchschnittsgeschwindigkeit der Siegerin: 39,86 km/h
Von 76 Athletinnen kamen 63 ins Ziel.

### Männer
| Platz | Athlet            | Zeit      |
| ----- | ----------------- | --------- |
| 1     | Pascal Ackermann  | 4:57:36 h |
| 2     | John Degenkolb    | gl. Zeit  |
| 3     | Max Walscheid     | gl. Zeit  |
| 4     | André Greipel     | gl. Zeit  |
| 5     | Alexander Krieger | gl. Zeit  |
| 6     | Jonas Koch        | gl. Zeit  |
| 7     | Joshua Huppertz   | gl. Zeit  |
| 8     | Jannik Steimle    | gl. Zeit  |
| 9     | Sven Thurau       | gl. Zeit  |
| 10    | Marcel Kittel     | gl. Zeit  |

Länge: 228 km

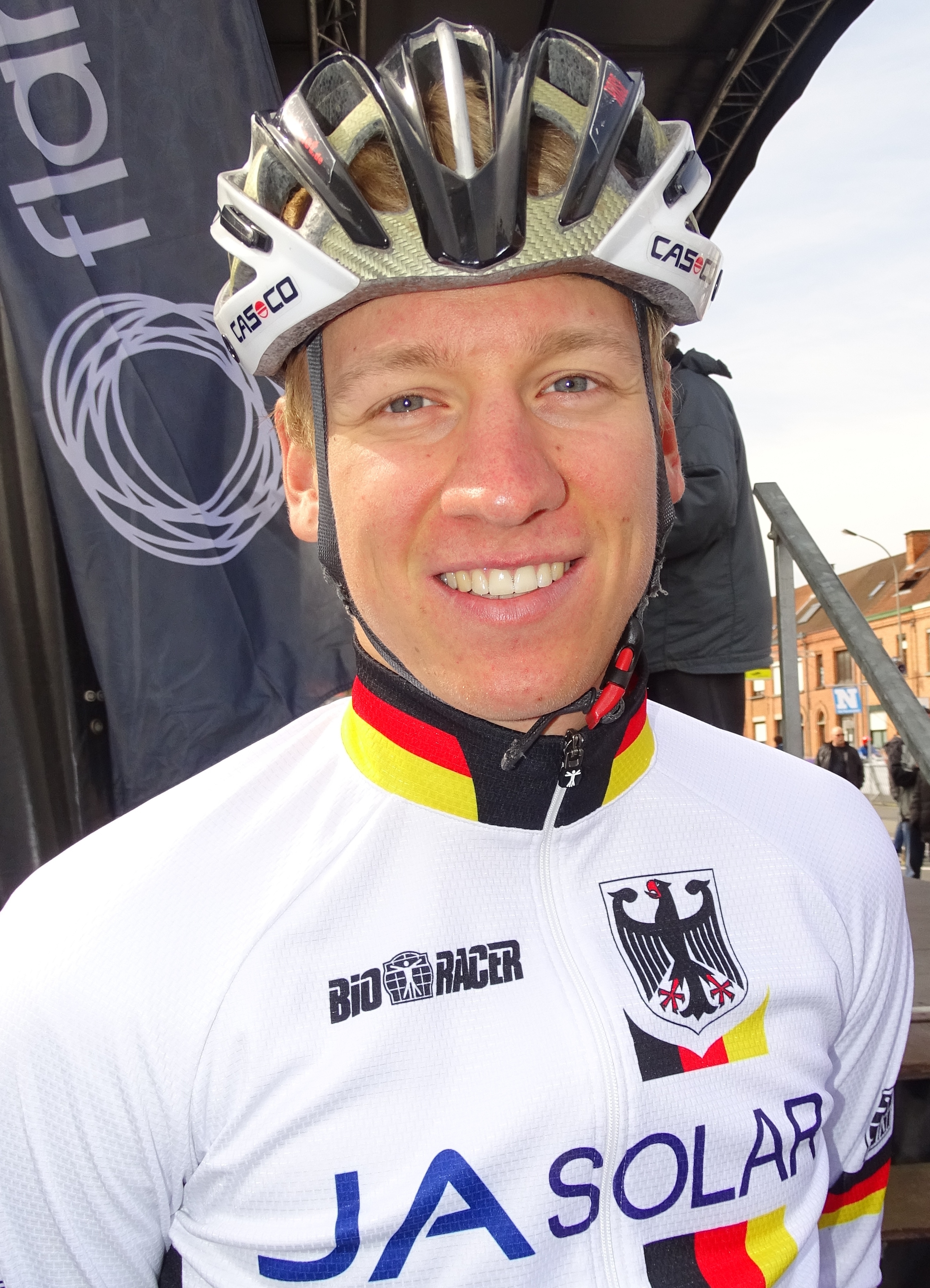
Deutscher Straßenmeister 2018: Pascal Ackermann

Start: Sonntag, 1. Juli, 11:00 Uhr MESZ

Strecke: Einhausen–Einhausen, 19 Runden mal 12 km = 228,0

Durchschnittsgeschwindigkeit des Siegers: 45,97 km/h
Von 197 Startern kamen 151 ins Ziel.

### Männer (U23) (Kreis Unna)

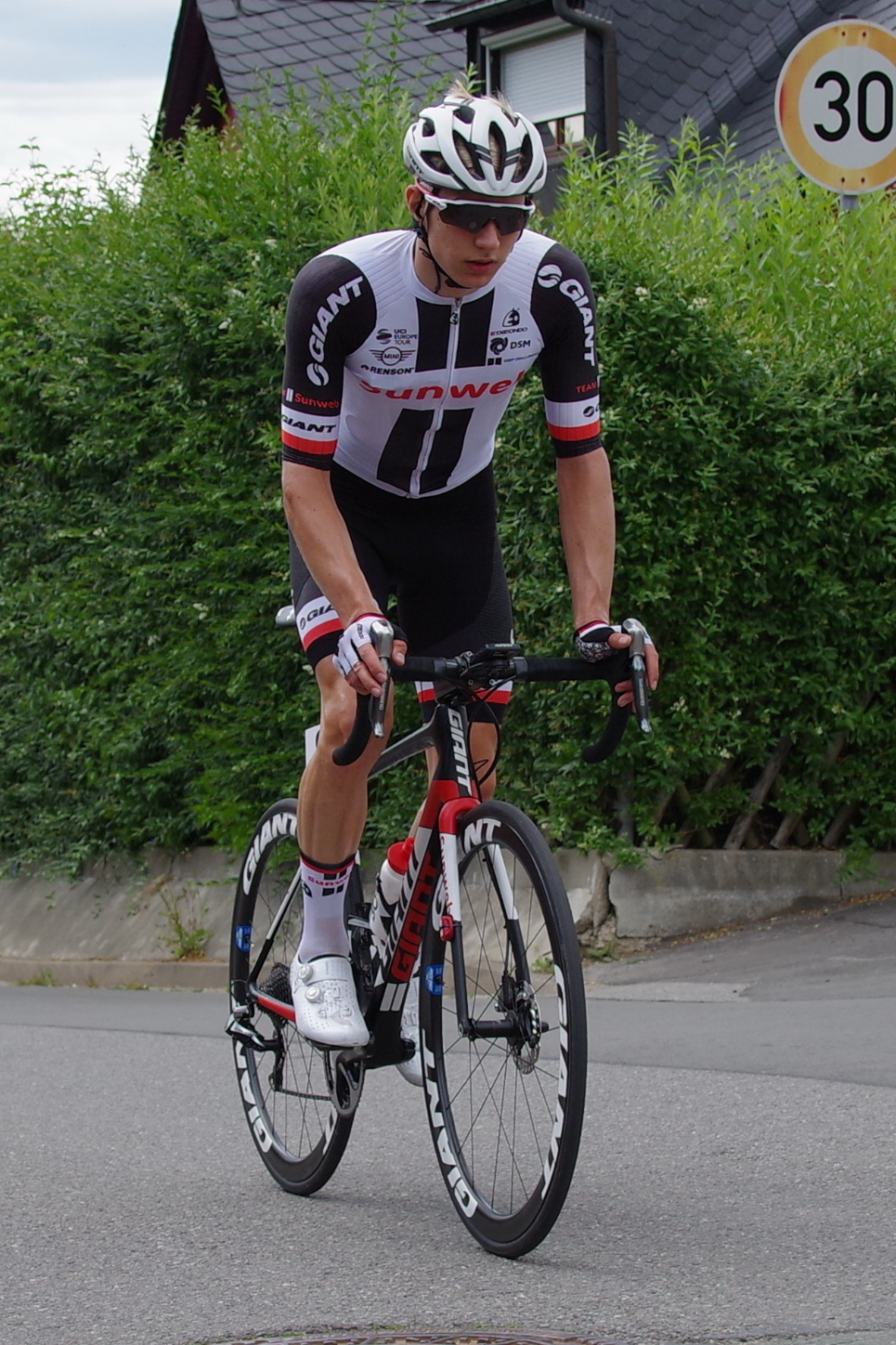
Max Kanter wurde erneut U23-Meister

siehe Drei-Länder-Meisterschaft 2018
| Platz | Athlet                    | Zeit      |
| ----- | ------------------------- | --------- |
| 1     | Max Kanter                | 4:00:45 h |
| 2     | Jonas Rutsch              | gl. Zeit  |
| 3     | Aaron Grosser             | gl. Zeit  |
| 4     | Felix Groß                | gl. Zeit  |
| 5     | Toni Franz                | gl. Zeit  |
| 6     | Henrik Pakalski           | gl. Zeit  |
| 7     | Sven Thurau               | gl. Zeit  |
| 8     | Per Christian Münstermann | gl. Zeit  |
| 9     | Christian Koch            | gl. Zeit  |
| 10    | Erik Schubert             | gl. Zeit  |

## Einzelzeitfahren

### Frauen
| Platz | Athletin         | Zeit       |
| ----- | ---------------- | ---------- |
| 1     | Lisa Brennauer   | 38:40,34   |
| 2     | Trixi Worrack    | + 0:18 min |
| 3     | Lisa Klein       | + 0:48 min |
| 4     | Clara Koppenburg | + 1:16 min |
| 5     | Charlotte Becker | + 1:35 min |
| 6     | Corinna Lechner  | + 1:40 min |
| 7     | Liane Lippert    | + 1:44 min |
| 8     | Adelheid Schütz  | + 2:39 min |
| 9     | Christa Riffel   | + 3:05 min |
| 10    | Tanja Erath      | + 3:14 min |

Länge: 30 km

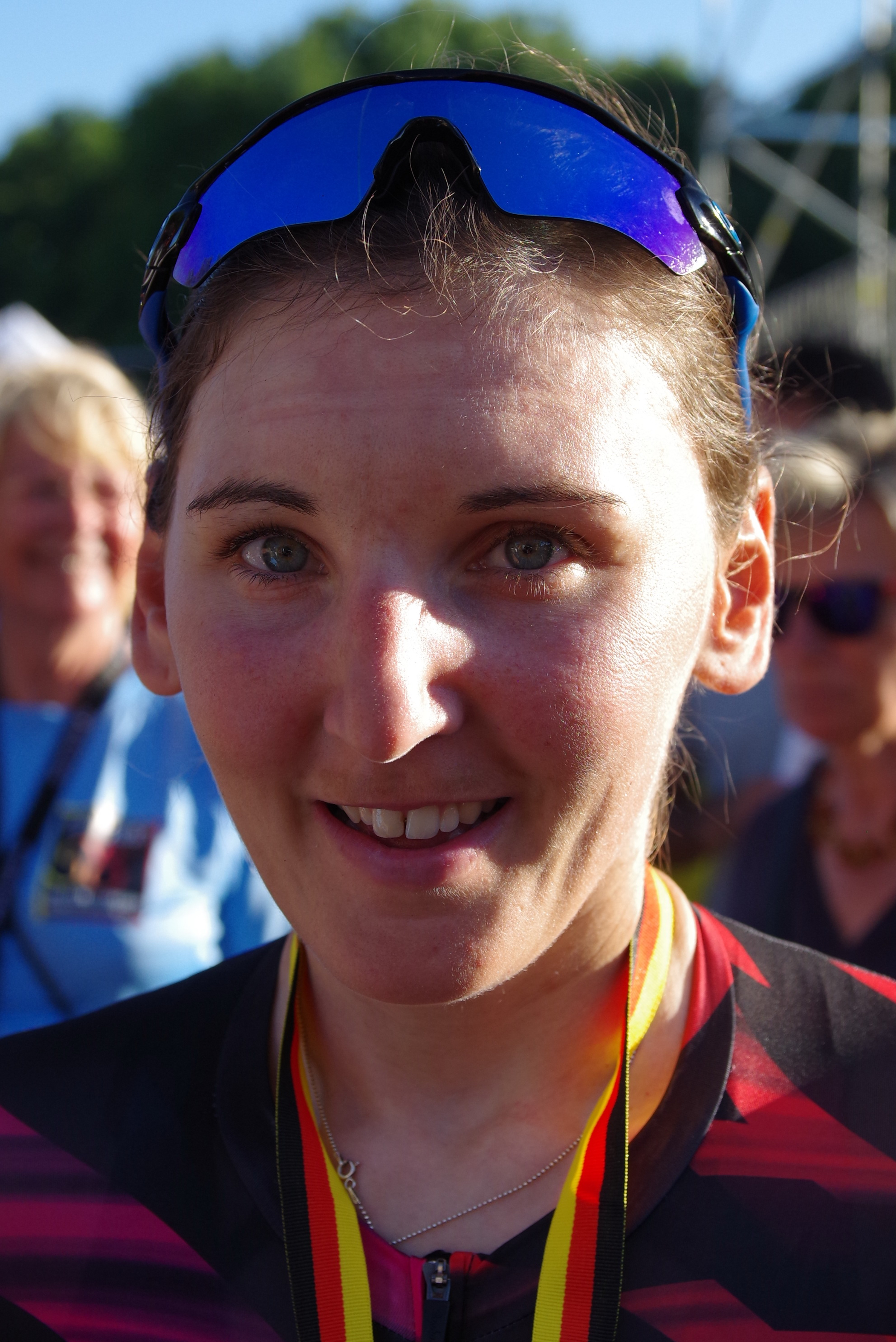
Lisa Brennauer errang nach 2013 und 2014 ihren dritten Zeitfahrtitel

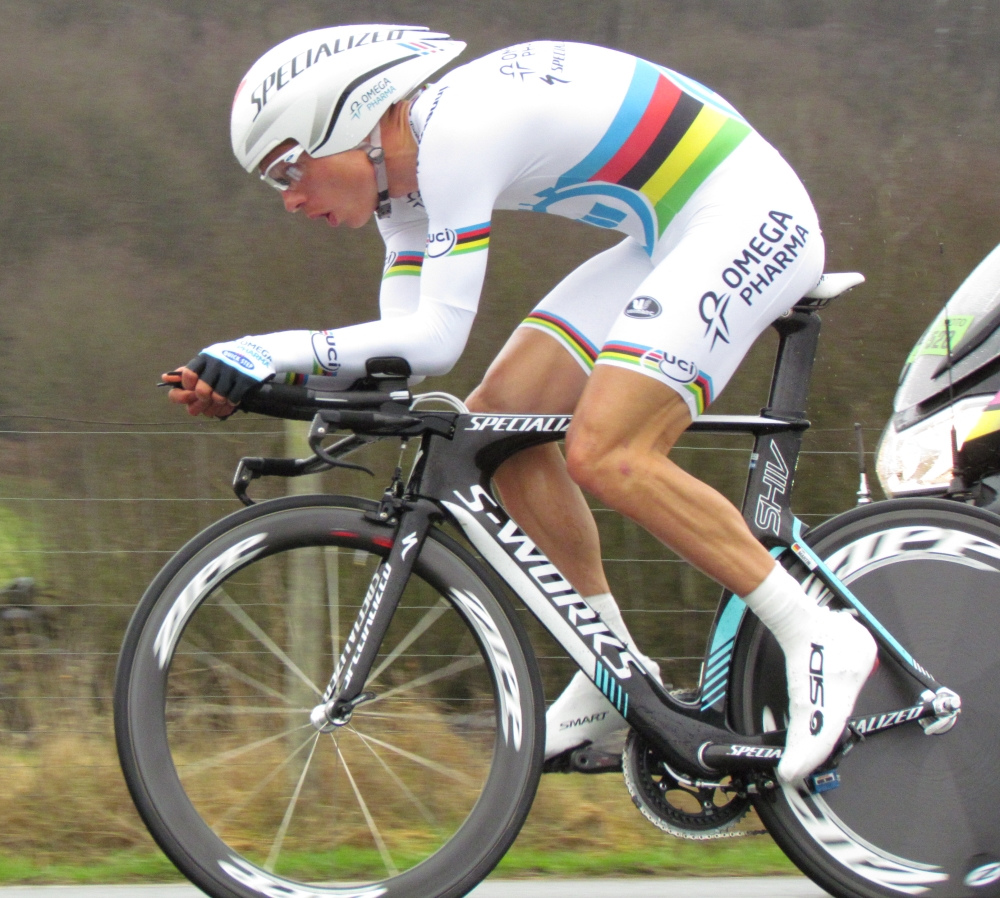
Zum achten Mal Zeitfahrmeister: Tony Martin (hier 2012)

Start: Freitag, 29. Juni, 18:30 Uhr MESZ

Strecke: 2 Rd. x 15 km Einhausen–Einhausen

Durchschnittsgeschwindigkeit der Siegerin: 46,54 km/h
Es kamen 56 Starterinnen ins Ziel.

### Männer
| Platz | Athlet                | Zeit          |
| ----- | --------------------- | ------------- |
| 1     | Tony Martin           | 51:23.69 min. |
| 2     | Jasha Sütterlin       | + 1:02 min    |
| 3     | Nikias Arndt          | + 1:31 min    |
| 4     | Maximilian Schachmann | + 1:56 min    |
| 5     | Nils Politt           | + 2:06 min    |
| 6     | Justin Wolf           | + 2:12 min    |
| 7     | Marco Mathis          | + 2:41 min    |
| 8     | Jason Osborne         | + 3:40 min    |
| 9     | Daniel Westmattelmann | + 4:08 min    |
| 10    | Jonas Schmeiser       | + 4:28 min    |

Länge: 45 km

Start: Freitag, 29. Juni, 16:30 Uhr MESZ

Strecke: 3 Rd. x 15 km Einhausen–Einhausen

Durchschnittsgeschwindigkeit des Siegers: 52,53 km/h
Es kamen 21 Starter ins Ziel.

### Männer U23
| Platz | Athlet           | Zeit         |
| ----- | ---------------- | ------------ |
| 1     | Jasper Frahm     | 37:07,42 min |
| 2     | Max Kanter       | 37:07.80 min |
| 3     | Richard Banusch  | + 0:05 min   |
| 4     | Leon Heinschke   | + 0:13 min   |
| 5     | Florian Stork    | + 0:23 min   |
| 6     | Jonas Rutsch     | + 0:27 min   |
| 7     | Janek Heming     | + 0:30 min   |
| 8     | Moritz Malcharek | + 0:31 min   |
| 9     | Miguel Heidemann | + 0:39 min   |
| 10    | Victor Brück     | + 0:41 min   |

Länge: 30 km

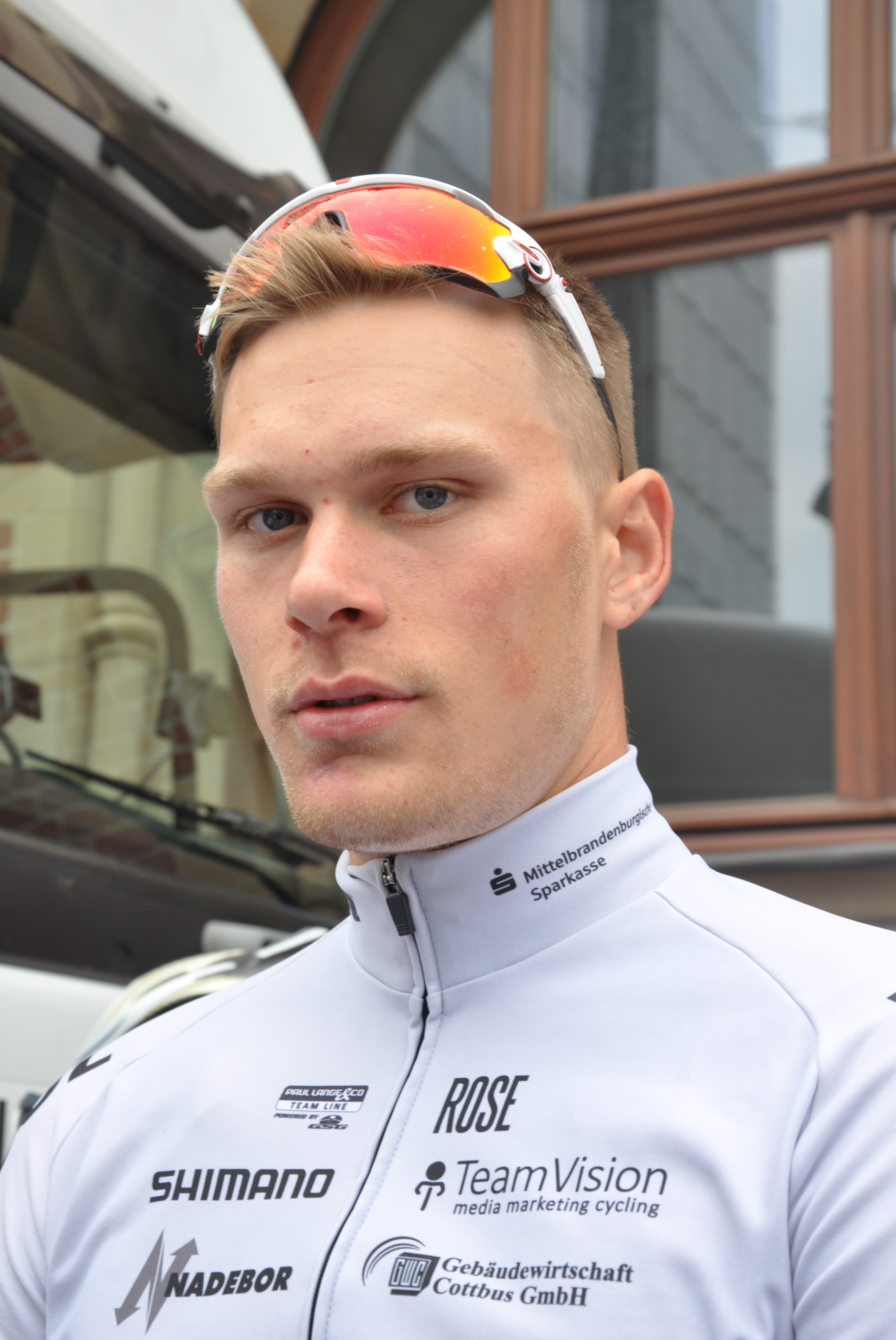
Jasper Frahm gewann das Zeitfahren der Männer-U23

Start: Freitag, 29. Juni, 12:00 Uhr MESZ

Strecke: 2 Rd. x 15 km Einhausen–Einhausen

Durchschnittsgeschwindigkeit des Siegers: 48,49 km/h
Es kamen 78 Starter ins Ziel.

## Mannschaftszeitfahren (in Genthin)
Die Meisterschaft im Sechser-Mannschaftszeitfahren der Männer (Elite) wurde am 2. September 2018 in Genthin (Sachsen-Anhalt) im Rahmen der Rad-Bundesliga ausgefahren.
| Platz | Team                 | Athleten                                                                                                   | Zeit (h) |
| ----- | -------------------- | --- | -------- |
| 1     | Radteam Herrmann     | Leon Echtermann, Victor Brück, Friedrich Meingast, Miguel Heidemann, Florian Obersteiner, Christopher Hatz | 52:02    |
| 2     | Team Lotto–Kern Haus | Joshua Huppertz, Jonas Rutsch, Robert Kessler, Luca Henn, Daniel Westmattelmann, Jan Hugger                | + 25 s   |
| 3     | Heizomat rad-net.de  | Leon Rohde, Patrick Haller, Patrick Haller, Pascal Treubel, Felix Groß, Jasper Frahm, Juri Hollmann        | + 39 s   |

Länge: 50 km

Start: Sonntag, 2. September

Strecke: Genthin–Genthin, 2 Runden